# Phillip Heath
Phillip Jarrod Heath, detto Phil (Seattle, 18 dicembre 1979), è un culturista statunitense.
Soprannominato The Gift, è vincitore di 7 titoli consecutivi di Mr. Olympia, dal 2011 al 2017.

## Biografia
Nel liceo Rainier Beach High iniziò la sua carriera nel basket insieme a Jamal Crawford.
Finito il liceo andò all'Università di Denver, dove smise di giocare a basket e iniziò a praticare il body building nel 2002.
Il suo duro lavoro fu subito ripagato: vinse il titolo assoluto al NPC 2005 (National Physique Committee), campionati USA e si guadagnò il diritto di competere come un Pro IFBB. Vinse i suoi primi due eventi nel 2006 come professionista che sono stati i Campionati Pro Colorado e il New York Pro Championship.
Nel 2007 si classificò quinto al Arnold Classic, anche se i fan e i critici lo avrebbero piazzato al terzo posto. Nonostante questo, riuscì a qualificarsi per il Mr. Olympia del 2007, anche se decise di non partecipare perché non era riuscito a prepararsi a dovere. Nel 2008 vinse gli Iron Man, e arrivò secondo al Arnold Classic, dietro a Dexter Jackson, e terzo al Mr. Olympia dello stesso anno, vinto sempre da Dexter Jackson.
Nel 2009 era il favorito numero uno per Mr. Olympia, ma si classificò "soltanto" quinto: un virus intestinale a pochi giorni dall'evento compromise la sua forma fisica.
Nel 2010 arrivò secondo al Mr. Olympia, dietro soltanto a Cutler. Nel 2011 invece riuscì ad aggiudicarsi il suo primo Mr. Olympia, arrivando davanti a Cutler. Nel 2012 difese il titolo contro Kai Greene. Nella notte tra il 28 ed il 29 settembre 2013 conquistò il suo terzo Mr. Olympia classificandosi primo, ancora una volta davanti al rivale Kai Greene. La quarantanovesima edizione del Mr. Olympia si svolse in onore della memoria dell'uomo che ha fondato la competizione, Joe Weider, scomparso il 23 marzo 2013. Subito dopo la sua proclamazione "The Gift" ha omaggiato proprio Joe Weider tenendo un discorso durante il quale si è dovuto interrompere più volte per via della commozione.
Il 20 settembre 2014 vinse il suo quarto titolo, eguagliando così il suo predecessore Jay Cutler. Il 20 settembre 2015, in assenza del rivale Kai Greene (causa motivi politici), riesce ad aggiudicarsi il quinto titolo al Mr.Olympia, sorpassando per numero di vittorie Jay Cutler. Il 17 settembre 2016, vince il Mr.Olympia per la sesta volta davanti a Shawn Rhoden e Dexter Jackson. Il 17 settembre 2017 eguaglia Arnold Schwarzenegger vincendo il Mr. Olympia per la settima volta, davanti a Mamdouh "Big Ramy" Elssbiay e a William Bonac. A fine settembre 2017, poco dopo il Mr. Olympia, si è sottoposto ad un intervento chirurgico causato da due ernie. Nonostante la riuscita dell'operazione e il veloce recupero si presenta all'edizione del Mr. Olympia 2018 con visibili segni dell'operazione a carico dell'addome, non ai livelli del resto della sua muscolatura, questo fa sì che venga spodestato da Shawn Rhoden, che diventa Mr. Olympia 2018.

## Misure corporee
- Braccia: 58 cm[1]
- Polpacci: 50 cm[1]
- Collo: 47 cm[1]
- Vita: 74 cm[1]

## Dati personali
Attualmente vive a Denver, in Colorado. È soprannominato "The Gift", tradotto letteralmente in italiano in "Il Dono".
Fonda nel 2014 la Gifted Nutrition, ispirata al suo soprannome, diventando il primo culturista professionista della storia a possedere una linea di integratori alimentari propria continuando a gareggiare. Possiede due linee di abbigliamento personalizzate, la Gifted Athletics e la Steel Clothing.
Nel 2013 è co-protagonista del documentario Generation Iron.

## Vittorie e piazzamenti

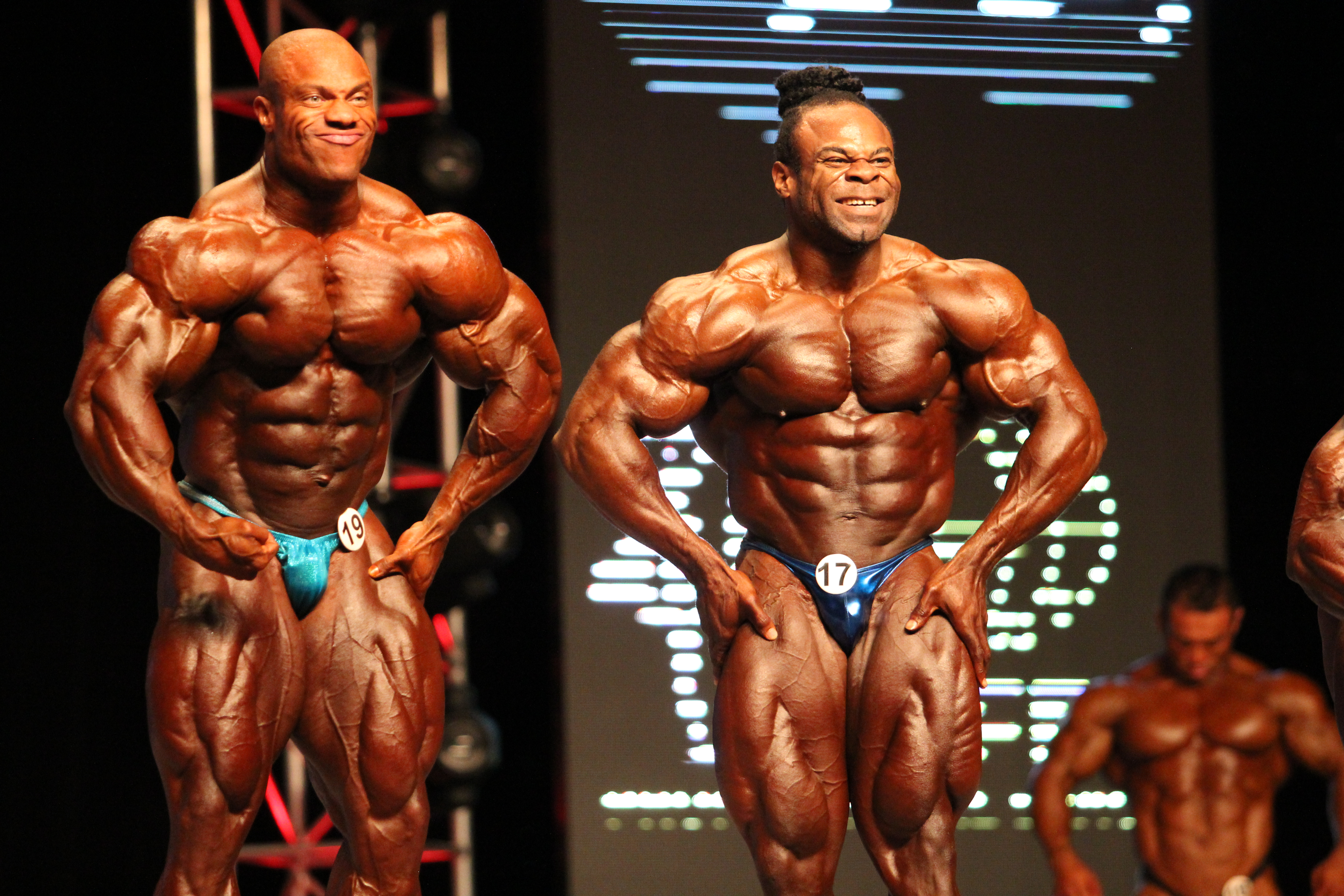
Phil Heath e Kai Greene al Mr.Olympia 2012

- 2020 IFBB Mr.Olympia: 3º classificato
- 2018 IFBB Mr.Olympia: 2º classificato
- 2017 IFBB Mr.Olympia: 1º classificato
- 2016 IFBB Mr.Olympia: 1º classificato
- 2015 IFBB Mr.Olympia: 1º classificato
- 2014 IFBB Mr.Olympia: 1º classificato
- 2013 IFBB Mr.Olympia: 1º classificato
- 2013 IFBB Arnold Classic Europe: 1º classificato
- 2012 Sheru Classic: 1º classificato
- 2012 IFBB Mr.Olympia: 1º classificato
- 2011 IFBB Mr.Olympia: 1º classificato
- 2011 Sheru Classic: 1º classificato
- 2010 IFBB Mr.Olympia: 2º classificato
- 2010 IFBB Arnold Classic: 2º classificato
- 2009 IFBB Mr.Olympia: 5º classificato
- 2008 IFBB Ironman Pro: 1º classificato
- 2008 IFBB Mr.Olympia: 3º classificato
- 2007 IFBB Arnold Classic: 5º classificato
- 2006 IFBB New York Pro: 1º classificato
- 2006 IFBB Colorado Pro Show: 1º classificato
- 2005 NPC USA's categoria massimi (ottenne con questa gara la tessera da professionista): 1º classificato
- 2005 05 NPC Junior Nationals categoria massimi: 1º classificato
- 2004 NPC Colorado State categoria massimi: 1º classificato
- 2003 NPC Colorado State categoria medio-massimi: 1º classificato
- 2003 NPC Northern Colorado: 1º classificato

## DVD
- Phil Heath - Become Number 13
- Phil Heath - Journey To the Olympia
- Phil Heath - Operation Sandow
- Phil Heath - The Gift: Unwrapped
- Phil Heath - And Still

## Filmografia
- Evolution of Bodybuilding, regia di Patrick Rivera (2012)
- Generation Iron, regia di Vlad Yudin (2013)